# أنجارا (صاروخ)

عائلة صواريخ أنجارا، وهي تزود بعدد من صواريخ تحفيز.

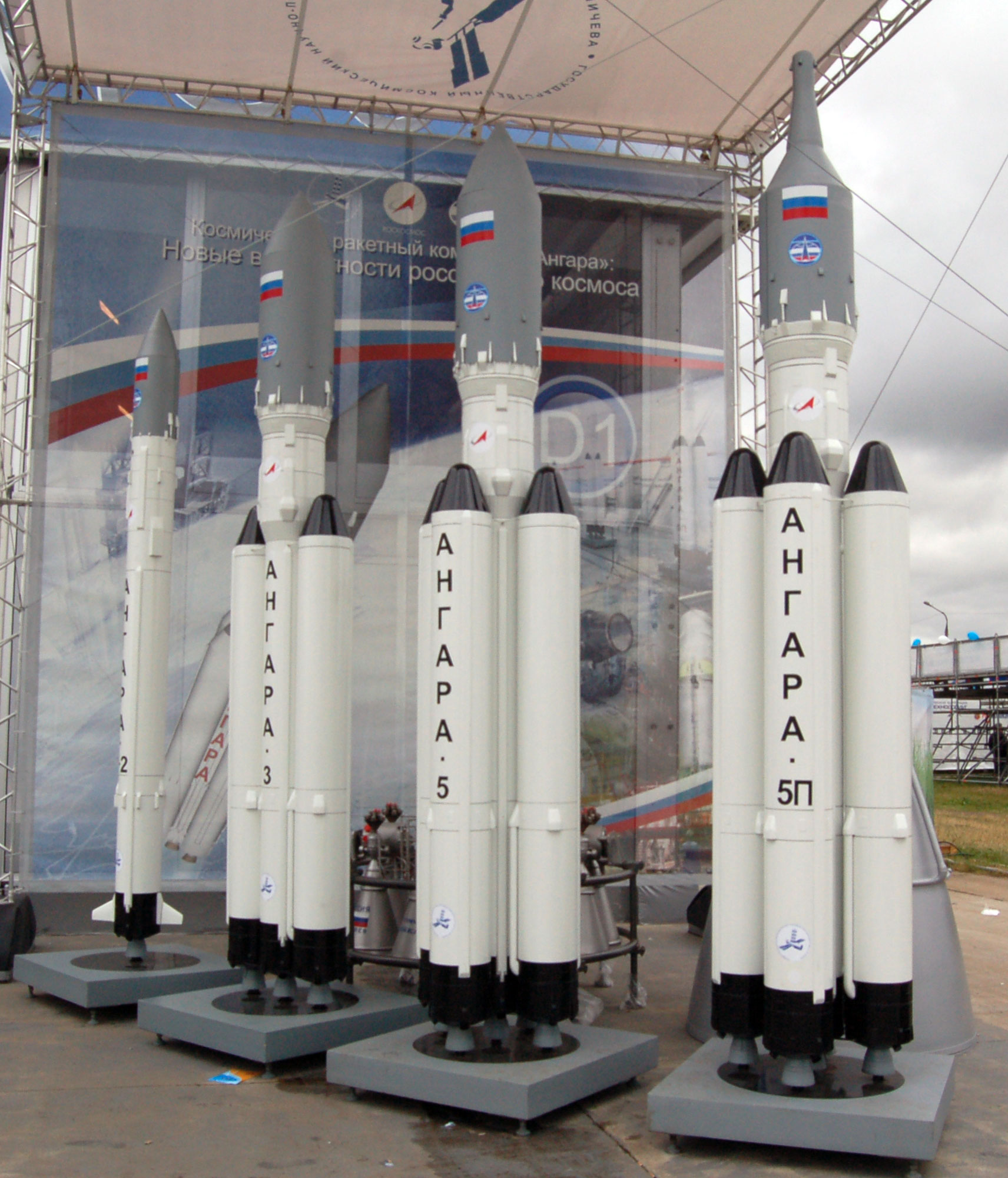
Modelle der Angara 2/3/5 sowie 5P auf der MAKS 2009

صواريخ أنجارا  (بالروسية: Ангара) وهي عائلة صواريخ روسية مسماة باسم نهر أنجارا في روسيا وهي عائلة صاروخ حامل تقوم ببنائها حاليا مؤسسة طيران الفضاء GKNPZ Chrunitschew .
ومن المخطط له أن تبنى عائلة صواريخ أنجارا من وحدات متماثلة كمثيلاتها الأمريكية دلتا 4 وأطلس 5 بحيث تكوّن مجموعة من الصواريخ ذات قدرات مختلفة : أنجارا-1 الخفيف، وأنجارا-أ3 متوسط الثقيل، وأنجارا-أ5 الثقيل .
تختلف أعضاء عائلة صواريخ أنجارا فيما بينها من حيث عدد الصواريخ المحفزة (التي تساعد خلال الفترة الأولى للانطلاق) وتسمى وحدات صاروخية متماثلة (Common Rocket Module (CRM (بالروسية ( Универсальный Ракетный Модуль  (УРМ، وتنطق بالإنجليزية URM ، في حين أن الصاروخ المحفز نفسه يستخدم كمرحلة أولى للصاروخ أنجارا-1. وتقوم شركة أمريكية روسية إنترناسيونال لونش سرفيسيس بتسويق تلك الصواريخ للاستخدامات المدنية ونقل الاٌقمار الصناعية إلى مدارات حول الأرض ، كما تقوم تلك الشركة أيضا بتسويق صاروخ بروتون الروسي.

## الاستخدامات
من المخطط له أن تستغل أنجارا-أ5 بدلا من صاروخ بروتون ، كما من المرغوب فيه أن تتيح للجيش الروسي فرصة لإطلاق الصواريخ بدون الاعتماد على قاعدة بايكونور في كازاخستان حيث يمكنها الإقلاع بالحمولة العسكرية الثقيلة الممثلة في القمر الصناعي بليسيزك . منصات إقلاع الصاروخ بروتون موجودة في بايكونور علي أرض كازاخستان .
وكلت شركة خرونيتشيف الكورية الجنوبية بتصميم محرك الصاروخ المسمى KSLV-I الذي تعتمد عليه المرحلة الأولى الروسية URM. وكان أول إقلاع للصاروخ KSLV-I في أغسطس 2009 . ورغم أن نجاح التجربة كان محدودا إلا أن المرحلة الأولى عملت بلا عطل.
وكان من المخطط له أن يكون أول إقلاع للصاروخ أنجارا في عام 2011 ، ولكن تأجل الإقلاع لأسباب مالية مبدئيا إلى عام 2012 ، ثم إلى عام 2013. في 9 يوليو 2014 أجري بنجاح إطلاق تجريبي للصاروخ من قاعدة بليستيسك الفضائية شمال غرب روسيا.

## التقنية
تعمل المرحلة الأولى للصاروخ أنجارا المسماة URM بواسطة محرك صاروخي من نوع
RD-191 (ادفع 2086 كيلونيوتن) ، وهو يحرق الكيروسين والأكسجين السائل . ويتطور المحرك عن RD-171 الذي يشكل المحرك الرئيسي للصاروخ زينيت (صاروخ) إلا أنه يعمل بغرفة احتراق واحدة بدلا من أربعة. ويعتبر
المحرك RD-171 حاليا أقوى محرك صاروخي ينتج حتى الآن، ويستخدم الصاروخان الأمريكيان أطلس 5 وأطلس 3 طرازات المحرك الروسي RD-171 ذات الغرفتي احتراق وتسمى RD-180. بذلك يقل دفع URM ويمكن استخدامه كصاروخ حامل خفيف . ويستخدم الصاروخ أنجارا أ3 المتوسط الثقل ثلاثة صواريخ تحفيز من هذا النوع مع تثبيت اثنين منهما على جانب الصاروخ الوسطي ويصل بذلك إلى قوة دفع الصاروخ زينيت.
أما الصاروخ أنجارا-أ5 الثقيل فهو يستخدم خمسة صواريخ تحفيز (واحد في الوسط وثلاثة حوله) ويصل دفعها إلى دفع الصاروخ بروتون . يبلغ قطر الصاروخ URM 9و2 متر ويلغ ارتفاعه 1و25 متر ويبلغ وزنه فارغا نحو 75و9 طن.
المرحلة الثانية للصاروخ أنجارا لها قطر 6و3 متر ويبلغ طولها 9و6 متر . ويحركها محرك صاروخي من نوع RD-0124A،هو نفس المحرك المستخدم في المرحلة الثالثة للصاروخ سويوز 2.1ب. ويعتبر تصميم المحرك تصميما جديدا وهو يشتغل مثل المحرك RD-191 بوقود كيروسين والأكسجين السائل. في أنجارا 1.1  الخفيفة تستخدم كمرحلة ثانية المرحلة Bris KM المستخدمة في الصاروخ روكوت الروسي، وتستخدم باقي أنواع صواريخ أنجرا المرحلة الجديدة ذات المحرك RD-0124A .
والمرحلة الثالثة للصاروخين أنجرا أ3 ، أنجارا أ5 تستخدم المرحلة Bris-M المستخدمة في صاروخ بروتون. كما يمكن استخدام مرحلة متطورة KVRB تتميز بقدرتها العالية وهي تعمل بالهيدروجين السائل والأكسجين السائل. وتصميم KVRB تطوير للمرحلة نوع 12KRB التي زودت بها روسيا الهند لإطلاق صواريخها الحاملة إلى مدار متزامن حول الأرض.
وقد روعي عند تصميم صواريخ أنجرا أن تستخدم منصات الإطلاق الصواريخ زينيت . وحاليا يجري بناء المنصة في موقع بليسيزك .
كما يوجد تعاقد مشترك مع كازاخستان لإصلاق الصواريخ من بايكونور غير أن التخطيط يرى إطلاق الصواريخ الثقيلة مثل أنجارا A5  من هناك .

## الصاروخ المحفز بايكال
أحدثت خرونيتشيف أثناء معرض لو بورجيه للطيران والفضاء عام 2001 اهتماما كبيرا بعرضها لطراز صاروخ محفز نوع بايكال . ويرى مشروع بايكال للصاروخ أنجارا مرحلة أولى جديدة يمكن إعادة استخدامها . ومن المنتظر أن يشكل الصاروخ بايكال المرحلة الأولى لصاروخ بديل لانجارا ويعمل أيضا بالمحرك RD-191.
ويتكون بالإضافة إلى ذلك من أجنحة صغيرة ومحرك نفاث . بذلك يمكن لبايكال بعد الانفصال في الجو العودة إلى الأرض والهبوط عل أحد المطارات . كما يرى التصميم استخدام عدة صواريخ بيكال في أنجارا أ3 , وأنجارا أ5 . وحتى تاريخ 2006 لم يكن لذلك المشروع ميزانية معروفة.

## اقرأ أيضا
- سويوز
- إنرجيا (صاروخ)
- أطلس 5
- ساتورن 5
- أريان 5